# Erythrophleum chlorostachys
Erythrophleum chlorostachys là một loài thực vật có hoa trong họ Đậu. Loài này được (F.Muell.) Baill. miêu tả khoa học đầu tiên.